# Bill Mosienko
William „Bill“ Mosienko (* 2. November 1921 in Winnipeg, Manitoba; † 9. Juli 1994) war ein kanadischer Eishockeyspieler (Rechtsaußen), der von 1941 bis 1955 für die Chicago Black Hawks in der National Hockey League spielte. Sein Enkel Tyler Mosienko ist ebenfalls professioneller Eishockeyspieler.

## Karriere
Bill wuchs in Winnipeg mit neun Brüdern und vier Schwestern auf. Sein Vater war ein ukrainischer Einwanderer und arbeitete als Kesselbauer bei der Canadian Pacific Railway. Mit 10 Jahren begann er Eishockey zu spielen. Nach Einsätzen für diverse Juniorenteams in Winnipeg wechselte er mit 18 Jahren zu den Chicago Black Hawks, wurde aber vorerst nur bei den Kansas City Americans und den Providence Reds eingesetzt.
Ab der Saison 1941/42 kam er zu Einsätzen in der NHL, wo er 1943 mit Clint Smith und Doug Bentley an der Seite den Durchbruch schaffte. Zusammen brachten es die drei auf 219 Punkte. Ein Rekord, der im folgenden Jahr von Montréals Elmer Lach, Toe Blake und Maurice Richard um einen Punkt überboten wurde.
Ab 1945 stand neben Doug auch dessen Bruder Max Bentley an seiner Seite und die drei wurden die Pony Line genannt. Fünf Mal spielte er in einem NHL All-Star Game, letztmals 1947, als er sich den Ellbogen brach und zwei Monate pausieren musste. Ein Höhepunkt seiner Karriere war ein Hattrick innerhalb von 21 Sekunden (zwischen 6:09 und 6:30 im letzten Drittel) in einem Spiel bei den New York Rangers. Alle drei Tore wurden ihm von Gus Bodnar aufgelegt und seine Mannschaft befand sich nicht im Powerplay.
1955 verabschiedete er sich von der NHL und wechselte in die Heimat zu den Winnipeg Warriors, die in der Western Hockey League spielten. Hier war er einige Jahre als Spieler und später als Trainer tätig.
1965 wurde er mit der Aufnahme in die Hockey Hall of Fame geehrt. 1980 wurde er in die Manitoba Sports Hall of Fame und 1985 in die Manitoba Hockey Hall of Fame aufgenommen. 1991 wurde die Keewatin Arena von der Stadt Winnipeg in Bill Mosienko Arena umbenannt.

## Erfolge und Auszeichnungen
- NHL Second All-Star Team: 1945 und 1946
- Lady Byng Memorial Trophy: 1945

## Rekorde
- 3 Tore in 21 Sekunden (23. März 1952 für die Chicago Black Hawks bei den New York Rangers 7:6)